# Interkontinentális bajnokok szuperkupája
Az Interkontinentális bajnokok szuperkupája (angolul: Intercontinental Champions' Supercup, spanyolul: Supercopa de Campeones Intercontinentales) egy megszűnt  labdarúgó-szuperkupa, amit az UEFA és a CONMEBOL közösen szervezett 1968 és 1970 között.
A kupasorozatra az interkontinentális kupa korábbi győztesei kaptak meghívást, de mindössze egyetlen alkalommal lett megrendezve. A kupa egyedüli győztese a brazil Santos lett.

## Lehetséges résztvevők
Azok a csapatok, melyeknek lehetőségük volt részt venni a tornán.
| Csapat         | Győztes évek | Részvételi lehetőség | Részt vett  |
| -------------- | ------------ | -------------------- | ----------- |
| Real Madrid    | 1960         | 1968, 1969, 1970     | Nem         |
| Peñarol        | 1961, 1966   | 1968, 1969, 1970     | 1968, 1969  |
| Santos         | 1962, 1963   | 1968, 1969, 1970     | 1968, 1969, |
| Internazionale | 1964, 1965   | 1968, 1969, 1970     | 1968        |
| Racing         | 1967         | 1968, 1969, 1970     | 1968, 1969  |
| Estudiantes    | 1968         | 1968, 1969, 1970     | 1969        |
| Milan          | 1969         | 1970                 | Nem         |
| Feyenoord      | 1970         | 1970                 | Nem         |

## Kupadöntők
| Év                | Győztes | 2. helyezett   | 3. helyezett | 4. helyezett | Visszalépett               |
| ----------------- | ------- | -------------- | ------------ | ------------ | -------------------------- |
| 1968–69 Részletek | Santos  | Internazionale | Peñarol      | Racing       | Real Madrid                |
| 1969–70 Részletek | Peñarol | Racing         | Estudiantes  | Santos       | Real Madrid Internazionale |